# Metan
Metan je bezbojni plin, spoj ugljika i vodika s kemijskom formulom CH4. Spojevi ugljika i vodika nazivaju se ugljikovodici, a metan je najjednostavniji iz te porodice kemijskih spojeva. Razvija se u barama gdje trunu organske tvari pa su ga zvali i močvarni plin. Oslobađa se i u rudnicima ugljena gdje miješanjem sa zrakom stvara eksplozivne smjese koje mogu uzrokovati razorne eksplozije koje su uzrok mnogih rudarskih tragedija.
Kut između kovalentnih veza je 109,5 °. Gorenjem metana, uz prisutnost kisika, nastaje ugljikov dioksid i voda. Veliko obilje metana čini ga vrlo korisnim gorivom. Ipak, jer je metan plin, kod standardnog tlaka i temperature, teško ga je prevesti od nalazišta. Uglavnom se prevozi kroz cjevovode u obliku normalnog plina ili LNG brodovima, koji prevoze ukapljeni zemni plin u tekućem obliku, a vrlo rijetko kamionima. 
Metan je prvi otkrio i izdvojio Alessandro Volta između 1776. i 1778., kada je proučavao močvarni plin u jezeru Maggiore, u Italiji. 
Metan je vrlo snažan staklenički plin. U usporedbi s CO2 na 20 godina, metan je 72 puta snažniji staklenički plin, a na 100 godina je 25 puta jači. U atmosferi traje oko 10 godina, a nakon toga se razlaže na CO2 i vodu. Metan isto utječe na razlaganje ozonskog omotača. Koncentracija metana u Zemljinoj atmosferi je 1998. godine bila 0,0001745 %, dok je 1750. bila 0,0000700 %. 2008. je koncentracija bila 0,0001800 %, dok je 2010. iznad Arktika izmjereno 0,0001850 %. Znanstvenici su utvrdili da je to najveća koncentracija u zadnjih 400 000 godina. Povijesno, u vrijeme ledenih doba je bila između 0,0000300 % i 0,0000400 %, dok je između ledenih doba normalna vrijednost bila između 0,0000600 % i 0,0000700 %.
Osim toga, postoji velika količina metana u obliku metanskog klatrata ili metanski led, na dnu oceana ispod sedimenata. Prije se vjerovalo da metanski klatrat postoji samo u vanjskim dijelovima Sunčevog sustava. Metanski klatrat je zapravo zaleđena voda koja sadrži u svojoj kristalnoj strukturi veliku količinu metana. Zemljina kora isto sadrži ogromne količine metana. Velike količine metana se stvaraju bez prisutnosti kisika (anaerobno) uz prisutnost mikroba.
Metan se stvara isto u blatnim vulkanima, koji su povezani s dubokim geološkim rasjedima, na odlagalištima otpada, a i u želucima domaćih životinja – preživača, kao što je domaće govedo. 

## Svojstva
Netopljiv u vodi, u mješavini sa zrakom vrlo eksplozivan. Metan zapaljen gori svjetlim modričastim plamenom oslobađajući toplinsku energiju bez dima i čađe, stoga je pogodan za kuhanje hrane i zagrijavanje prostora. Laboratorijski se može dobiti reakcijom natrijevog acetata i natrijevog hidroksida:
CH3COONa + NaOH → Na2CO3 + CH4
Metan je glavni sastojak zemnog ili prirodnog plina, oko 87 % obujma. Kod sobne temperature i standardnog tlaka, metan je bez boje i bez mirisa. Miris koji se osjeća u domaćinstvu od zemnog plina, je u biti dodatni miris, koji se dodaje iz sigurnosti da bi se otkrila neispravna instalacija. Metan ima vrelište na -161,6 ºC, kod tlaka od 1 atm. Kao plin je jako zapaljiv, dovoljno je da ga ima 5 % do 15 % u zraku, da bi se zapalio. Tekući metan nije zapaljiv, osim ako je pod tlakom većim od 4 atm.

### Moguća opasnost za zdravlje
Metan nije otrovan, ali je izuzetno zapaljiv i stvara eksplozivne smjese sa zrakom. On vrlo burno reagira s oksidansima, halogenim elementima i halogenim spojevima. Metan izaziva gušenje u zatvorenim prostorijama, ako snižava koncentraciju kisika ispod 19,5 %. Kada se stambene zgrade grade u blizini odlagališta otpada, metan može prodrijeti unutar prostorija i povećavati koncentraciju i zbog toga te zgrade trebaju imati pojačanu ventilaciju. 

### Kemijske reakcije metana
Glavne kemijske reakcije metana su: gorenje, katalitičko parno reformiranje metana i halogenizacija. Općenito, metanove kemijske reakcije je vrlo teško kontrolirati. Na primjer, djelomična oksidacija metanola je teško izvediva, jer se cijelo vrijeme stvara CO2 i voda. 

#### Gorenje
Gorenje metana se događa u par koraka. Prvo se stvara formaldehid (HCHO ili H2CO). Njemu se dodaje radikal HCO, pa se stvara ugljikov monoksid (CO). Taj postupak se naziva piroliza:
CH4 + O2 → CO + H2 + H2O
Nakon oksidativne pirolize, H2 oksidira, stvarajući vodu H2O i oslobađajući toplinu. To se događa vrlo brzo, za manje od milisekunde.
2 H2 + O2 → 2 H2O
Na kraju, CO oksidira i oslobađa još topline. Ovaj korak je nešto sporiji, treba mu nekoliko milisekundi.
2 CO + O2 → 2 CO2
Sveukupna kemijska reakcija se može pisati:
CH4(p) + 2 O2(p) → CO2(p) + 2 H2O(k) + 891 kJ/mol (kod standardnih uvjeta)
Gdje oznaka “p” – znači plin, a “k” – kapljevina

#### Katalizatori
Jačina kovalentne veze ugljik – vodik u metanu, je jedna od najjačih veza kod svih ugljikovodika, tako da je kemijska upotreba ograničena. Iako prekid veze C – H predstavlja problem, upotrebljavamo metan kao sirovinu u proizvodnji vodika, u procesu koji se naziva katalitičko parno reformiranje metana. U cijelom tom procesu najvažnije je pronaći povoljan katalizator.

#### Reakcija s halogenim elementima
Kemijska reakcija sa svim halogenim elementima je slična:
CH4 + X2 → CH3X + HX
Gdje X predstavlja halogene elemente: fluor (F), klor (Cl), brom (Br) i jod (I). Taj postupak se naziva halogenizacija slobodnim radikalima. Reakcija s klorom je sljedeća:
1.Stvaranje radikala
{\displaystyle \mathrm {Cl_{2}{\xrightarrow[{\triangle }]{UV}}2Cl^{\bullet }-239\;kJ} }
Potrebna energija se dobiva od UV zračenja ili grijanja.
2.Izmjena radikala
CH4 + Cl· → CH3· + HCl + 14 kJ
CH3· + Cl2 → CH3Cl + Cl· + 100 kJ
3.Poništenje radikala
2 Cl· → Cl2 + 239 kJ
CH3· + Cl· → CH3Cl + 339 kJ
2 CH3· → CH3CH3 + 347 kJ

## Primjena

### Gorivo
Metan je važno gorivo za proizvodnju električne struje u elektranama, ili za pogon plinskih turbina ili za grijanje pare u kotlovima. Ako usporedimo metan s drugim ugljikovodicima, koje upotrebljavamo kao gorivo, metan stvara manje CO2 po jedinici dobivene energije. S 891 kJ/mol, metan ima manju toplinu izgaranja, od svih drugih ugljikovodika, ali ako ga usporedimo s njegovom molekularnom masom (16 g/mol), onda metan ima najveću toplinu izgaranja po jedinici mase (55,7 kJ/g), od svih ugljikovodika. U mnogim gradovima, zemni plin upotrebljavamo kao gradski plin za kuhanje i grijanje. Kao takav obično od zemnog ili prirodnog plina dobivamo energiju od 39 MJ/m3. 
Za pogon motornih vozila, gdje se upotrebljava u jednom od naziva CNG (engl. compressed natural gas) ili ukapljen na temperaturi od -162 °C LNG (engl. liquefied natural gas). Prednosti upotrebe prirodnog plina za pogon je u tome što motori pogonjeni prirodnim plinom ispuštaju za polovicu manje štetnih plinova od odgovarajućih dizelskih motora koji ispunjavaju normu Euro 2. Osim toga, prednost mu se očituje i u činjenici nepostojanja krutih čestica u ispušnoj cijevi, buka je neusporedivo manja kao i niža cijena u odnosu na dizel ili benzin. Prirodni plin je važan i po tome da su autonomija kretanja i nosivost bitno veći nego kod ostalih alternativnih goriva. Budući da CNG ima visoku oktansku broj (120), upotrebljava se kod motora s Ottovim postupkom sagorijevanja, a što ima nešto lošije iskorištenje u odnosu na dizel, ali kako se upotrebljava u režimu siromašne mješavine razlike nisu velike.
Istraživači u NASA-i pokušavaju prmijeniti metan za pogon raketnih motora. Prednost bi bila što bi se metan mogao pronaći na mnogim mjestima u Sunčevom sustavu, pa bi se mogao iskoristiti za povratak na Zemlju, s planeta ili mjeseca. Međutim, raketni motori na metan stvaraju potisak od 33 kN, što je jako daleko od potiska koji proizvodi Space Shuttle, od 31 MN.
Nedavno, metan se počeo uspješno upotrebljavati za proizvodnju električne energije u jednom starom napuštenom rudniku ugljena. 

### Industrijska primjena
Metan se primjenjuje u industrijskim kemijskim procesima i može se prevoziti kao ohlađena tekućina ili ukapljeni zemni plin. Drugi način prijevoza je kroz plinske cjevovode, gdje se metan kao glavni sastojak zemnog plina, ne mora hladiti. 
U kemijskoj industriji, metan je osnovna sirovina za dobivanje vodika, metanola, octene kiseline i drugih kemikalija. Za proizvodnju bilo kojeg od tih proizvoda, metan se prvo treba pretvoriti u sintetički plin, a to je mješavina ugljikovog monoksida i vodika, postupkom katalitičkog parnog reformiranja metana, gdje kao katalizator služi nikal, na visokim temperaturama od 700 °C do 1100 °C.
{\displaystyle \mathrm {CH} _{4}+\mathrm {H_{2}O} {\xrightarrow[{700-1100\ \mathrm {^{\circ }C} }]{\mathrm {Ni} }}\mathrm {CO+3H_{2}} }
Omjer između ugljikovog monoksida i vodika u sintetičkom plinu, može se podesiti s kemijskom reakcijom pomaka plina vodom.
CO + H2O → CO2 + H2
Metan služi i za proizvodnju acetilena ili etina (C2H2), koji se dosta upotrebljava za tzv. autogeno zavarivanje kao gorivi plin u mješavini s kisikom. Metan služi i za proizvodnju kloroforma.